# Christian Daun
Christian Daun, född 5 februari 1981, är en svensk frilansjournalist och författare.
Christian Daun har skrivit reportage för bland andra Filter, Svenska Dagbladet och Offside samt fackböcker.